# ビルド NEW WORLD
『ビルド NEW WORLD』（ビルド ニュー ワールド）は、特撮テレビドラマ『仮面ライダービルド』のオリジナルビデオ作品群。東映Vシネマのレーベル「Vシネクスト」よりリリースされる。
テレビシリーズの続編にあたり、本編の結末をもって誕生した新世界を舞台に、『ビルド』のサブキャラクターを主人公とした物語が描かれる。2019年4月24日に第1弾『ビルド NEW WORLD 仮面ライダークローズ』が発売され、同年11月27日に第2弾『ビルド NEW WORLD 仮面ライダーグリス』が発売された。

## 『ビルド NEW WORLD 仮面ライダークローズ』
シリーズ第1弾。主人公は万丈龍我 / 仮面ライダークローズ。万丈と桐生戦兎のその後と新たなる敵との戦い、そしてかつての仲間たちの再結集が描かれる。なお、戦兎は本作品では仮面ライダービルドに変身しない。
監督の山口恭平は、本作品について新世界に二人だけになった万丈龍我と桐生戦兎の救済の物語であると述べている。また、テレビシリーズでは「戦争」をテーマにしつつも子供番組としての制約から掘り下げにくかった敵組織ファウストの悪事の非道さを強調しており、戦争下で犠牲になった一般人を描くこともテーマとしている。
メインゲストの進藤学と永尾まりやは、東映プロデューサーの大森敬仁が推薦した候補の中から選ばれた。山口は、進藤について芝居やダンスを観てエボルト以上にキャラクターが濃いキルバス役にふさわしいと感じ、実際に制作側の要望を上回る表現を行ったと述べている。永尾については、アイドル出身でありながら過激な作品もこなす体当たりな姿勢に感銘を受けたという。
仮面ライダーローグのスーツアクターである渡辺淳がアクション監督を初担当した。

### あらすじ（クローズ）
新世界にエボルトの兄であるキルバスが襲来し、かつてエボルトに奪われたパンドラボックスを取り戻そうとする。その最中で、猿渡一海 / 仮面ライダーグリスたちはかつての記憶を取り戻すが、万丈龍我 / 仮面ライダークローズの前にクローズの記憶を持つ馬渕由衣が現れる。

### 登場人物（クローズ）
本作品のみ登場する人物を記載。テレビ本編の登場人物は仮面ライダービルド#登場人物を参照。
キルバス
ブラッド星の王で、エボルトの兄。母星であるブラッド星をも滅ぼした破滅型の快楽主義者で、自分もろとも宇宙を滅ぼそうと企んでおり、母星を滅ぼした後はいくつもの星を滅ぼしながら戦闘力を上げていった。ラストパンドラパネルホワイトから青いスライム状の姿で現れ、当初は戦兎の記憶をコピーして彼に擬態していたが、後にテレビに映っていたダンサーの柿崎 悟志（）に擬態し、エボルトが奪ったパンドラボックスを狙う。その後、エボルトの遺伝子を持っていた龍我の力を悪用し、ラストパンドラパネルホワイトからパンドラボックスを再生させる。当初は、戦兎から強奪したビルドドライバーとフルボトルを使ってビルドに変身していたが、由衣が所持していたクモ型ペットロボを自身の能力で変化させ、仮面ライダーキルバスに変身する。最終決戦では分身のクローンスマッシュを吸収しながらパワーアップを果たし、一時的にクローズエボルを圧倒するが、マッスルギャラクシーフィニッシュを受け、爆散した。

馬渕 由衣（）
女性教師。旧世界でファウストに連れ去られた後、ネビュラガスを浴びてシザーズロストスマッシュとなってロストフルボトルの実験台にされた挙句、焼死した。その後は新世界にて復活するが、全身に火傷を負ったうえに元の世界での記憶をほとんど失くしていたうえ、教え子たちも後遺症によって昏睡状態のままとなっていたため、自分と生徒たちを救ってくれなかったクローズを恨み、新世界でわずかな記憶を頼りに探していた。

### 本作品オリジナルの仮面ライダー（クローズ）

#### 仮面ライダークローズエボル
万丈龍我が、ビルドドライバーにマッスルギャラクシーフルボトルを装填することで変身したクローズの新形態。
変身音声は「銀河無敵の筋肉野郎！クローズエボル！パネーイ！マジパネーイ！」。
変身時にはエボルトが龍我の中に取り込まれ、スナップライドビルダーに加えてEVライドビルダーも展開される。
エボルトの能力も有するため、額飾りやローブなどが仮面ライダーエボル ブラックホールフォームに類似した形状となっているほか、ブラックホールを操るなど高い戦闘能力を発揮する。
ツール
マッスルギャラクシーフルボトル
龍我の体内に宿るエボルトの遺伝子を最大限に活性化・増幅させるアイテム。エボルトがパンドラボックスの力で復活させたファウストの実験レポートを参考に、エボルトと龍我に関する遺伝子の研究データが蓄積されたドラゴンエボルボトルを基に戦兎が開発した。最悪の場合、使用すれば龍我が消滅する恐れがあったが、何とか耐え切り、彼の遺伝子からエボルトを再生させた。

必殺技
マッスルフィニッシュ
ドライバーのレバーを1回回すことで発動する。
発動時の音声は「クローズサイド！」。
クローズドラゴン・ブレイズが放つ炎と共にパンチを放つ。
ギャラクシーフィニッシュ
ドライバーのレバーを2回回すことで発動する。
発動時の音声は「エボルサイド！」。
ブラックホールで瞬間移動した後、パンチを放つ。
マッスルギャラクシーフィニッシュ
ドライバーのレバーを3回回すことで発動する。
発動時の音声は「ダブルサイド！」。
蒼炎を纏った右脚で跳び蹴りを放つ。発動の際には、クローズとエボルの幻影が浮かぶ。

#### 仮面ライダーキルバス
キルバスが、ビルドドライバーにキルバススパイダーフルボトルを装填したキルバスパイダーを装填することで変身する仮面ライダー。
変身音声は「スパイダー！スパイダー！キルバススパイダー！」。
変身時には前後に赤い蜘蛛の巣が展開され、結合と同時に絡み合い、赤い蜘蛛の足が包み込まれることで変身する。
赤く巨大な蜘蛛の足を背面から伸ばして攻撃する他、ビルドの武装を使用することができる。
エボル ブラックホールフォームに勝る能力を持つ。飛び散った自身の遺伝子からオリジナルの能力・戦闘力を持つクローンスマッシュの擬態を生み出すことができ、それを取り込むことで強化することが可能。
ツール
ビルドドライバー
戦兎が使用していたドライバーを強奪した物。当初はこれとフルボトルを用いてビルド（ラビットタンク、ファイヤーヘッジホッグ）に変身していた。
キルバスパイダー
戦兎が製作したクモ型ペットロボを、キルバスが自身の能力で変化させた変身アイテム。
キルバススパイダーフルボトルを装填して、両脚部分を上げた状態でビルドドライバーに差すことで変身する。
キルバススパイダーフルボトル
キルバスが自身の特殊能力によって生み出したフルボトルで、北都の所有していたスパイダーフルボトルとは色やマークなどが異なる。
ドリルクラッシャー、カイゾクハッシャー
ビルドが使用していた武器。この他にもブラッドスタークに擬態していたエボルトが拾ったビートクローザーも強奪する形で使用した。

必殺技
キルバススパイダーフィニッシュ
四方八方に動いて敵を蜘蛛の巣で拘束した後、背面から巨大な蜘蛛の足を延ばして止めを刺す。または、蜘蛛の糸を鞭のようにして敵を拘束し、そのままオーバーヘッドキックを放つ。

### 用語・舞台・アイテム（クローズ）
49のエピソード
戦兎がテレビシリーズにおける旧世界の戦いを分けて作った音声データ。記憶を失った美空たちや倒したエボルトなどの音声は、彼らそっくりの声を持つ者を探し出して制作した。

ブラッド星
エボルトやキルバスといったブラッド族の出身星。ベルナージュ曰く旧世界の地球では未確認の惑星とされ、パンドラボックスを源としている。暴走したキルバスによって滅ぼされるが、ボックス自体はエボルトが命からがら持ち出した。

### キャスト（クローズ）
- 万丈龍我 / 仮面ライダークローズ - 赤楚衛二[12]
- 石動美空 - 高田夏帆[12]
- 猿渡一海 / 仮面ライダーグリス - 武田航平[12]
- 内海成彰 - 越智友己[12]
- 馬渕由衣 - 永尾まりや[12][4]
- 柿崎悟志 - 進藤学[12][4]
- レポーター - 松島志歩[13]
- 小学生 - 石毛宏樹[14]
- 子供 - 外川燎
- 仮面ライダーエボル（声） - 金尾哲夫[12]
- 仮面ライダーキルバス（声） - 勝杏里[12]
- 滝川紗羽 - 滝裕可里[12]
- 氷室幻徳 / 仮面ライダーローグ - 水上剣星[12]
- 桐生戦兎 - 犬飼貴丈[12]

#### スーツアクター（クローズ）
- 仮面ライダークローズ[出典 8] - 永徳
- 藤田慧
- 仮面ライダーローグ[16] - 渡辺淳
- ブラッドスターク[16]、仮面ライダーエボル[16] - 岡田和也
- 仮面ライダーキルバス[17][9] - 今井靖彦
- 神前元
- 浦家賢士
- 小森拓真
- 北野瑠都
- 宍倉弘忠
- 佐渡山貴仁
- 塩野佑斗

### スタッフ（クローズ）
- 原作 - 石ノ森章太郎[12]
- 脚本 - 武藤将吾[12]
- スーパーバイザー - 小野寺章
- エグゼクティブプロデューサー - 加藤和夫（東映ビデオ）
- 音楽 - 川井憲次[12]
- 撮影 - 倉田幸治[12]
- 照明 - 佐々木康雄[12]
- 美術 - 大嶋修一[12]
- 録音 - 堀江二郎[12]
- 編集 - 佐藤連[12]
- スクリプター - 柿﨑徳子
- 助監督 - 塩川純平
- 制作担当 - 伊場野高嗣、板垣隆弘
- ラインプロデューサー - 佐々木幸司
- VE - 澤野晃
- FO - 細井亮
- 撮影助手 - 茅嶋直大
- 照明助手 - 西田文彦、貫井亜廉
- 録音助手 - 松澤秀昭
- 装飾 - 大熊雄己
- 小道具 - 岩田智久（東京美工）
- 美術助手 - 小林桜
- 装置 - 伊藤文奈美（紀和美建）
- 絵コンテ - 伊藤そうあ
- 衣裳 - 早川真衣（東京衣裳）
- ヘアメイク - 杉本妙子、木戸出香（Sato-Style）
- 操演 - 髙木友善（ライズ）
- キャラクター管理 - 小野島泰宏
- カースタント&コーディネート - 西村信宏（武士レーシング）
- クリーチャーデザイン - 篠原保
- キャラクターデザイン - 田嶋秀樹（石森プロ）[12]、小林大祐（PLEX）
- タイトルロゴデザイン - 菅誠司
- 資料担当 - 山辺浩一、金子しん一（石森プロ）
- キャラクター造型製作 - ブレンドマスター / ブレンドワークス
- 特殊造型コーディネーター - 蟻川昌宏
  - 浅野桂、井上文人、大畠麻衣、大脇涼、沖雄貴、笠野翔一、岸田風斗、黒川浩太郎、古坂友祐、小林広一、齋藤孝造、坂本孝一郎、佐藤敏夫、島貫翔、鈴木信一、辰巳茉莉子、田中孝弘、寺門剛、貫井響、原田堅司、廣瀬亮太郎、松川翼、三上喜康、山口純一、山口遥、山本誠一、吉田哲弥
- 助監督 - 作野良輔、関根佑介、竹内祐一
- アクション監督補 - おぐらとしひろ
- 進行主任 - 本間隆廣
- 進行 - 下田尚
- 制作デスク - 宮地みどり
- MA - 曽我薫
- 選曲 - 金成謙二（ドンカンバニー）
- MAアシスタント - 田口祥平
- 音響効果 - 大野義彦、木下美帆
- EED - 佐伯洋介
- EEDアシスタント - 堀田裕亮
- テクニカルコーディネーター - 緩鹿秀隆（東映デジタルラボ）
- 技術運営 - 川崎秀彦
- 仕上進行 - 辻今日子、見立英里
- 技術コンダクター - 林和哉
- モニターグラフィック - 遠藤眞一郎
- 日本映像クリエイティブ
  - VFXスーパーバイザー - 長部恭平
  - VFXアドバイザー - 松岡勇二
  - リードVFXアーティスト - 鈴木嘉大
  - VFXアーティスト - 越智裕司、小松祐規、磯田功介、前田尚宏、今井昭克
  - プロダクションマネージャー - 林秀則
  - VFXアーティスト - 島田友晴・吉岡隆史・東孝裕（林デジタル工務店）
- CG制作 - 特撮研究所
  - 特撮コーディネーター - 中根伸治
  - 特撮スーパーバイザー - 足立亨
  - デジタル合成 - 祖父江成則、キムラケイサク（TIPS）
- プロデューサー補 - 大河原脩一（東映ビデオ）
- 宣伝 - 麻和祥多（東映ビデオ）、大田一輝（東映ビデオ）
- 配給 - 日野原彩子（東映ビデオ）
- 広報AP - 久保佳未（東映）
- メイキング - 丸山竜也（日生ビデオ）、豊田朋子（日生ビデオ）
- オフィシャルライター - 用田邦憲
- 音楽プロデュース - 藤迫実、渡邉裕介（avex trax）
- 音楽制作協力 - 東映音楽出版
- 音楽制作 - エイベックス・エンタテインメント
- エキストラ協力 - 東映特撮ファンクラブの皆さま
- 製作プロダクション - 東映テレビ・プロダクション
- 委員会スタッフ - 安村基（東映ビデオ）、島谷麟太郎（東映ビデオ）、田中階子（東映ビデオ）、古谷大輔（ADK）、石原仁（ADK）、金木勲（バンダイ）
- プロデューサー - 中野剛（東映ビデオ）、大森敬仁（東映）、谷中寿成（東映）[12]
- アクション監督 - 渡辺淳（ジャパンアクションエンタープライズ）[2]
- 特撮監督 - 佛田洋[12]
- 監督 - 山口恭平[12]
- 製作 - 東映ビデオ、ADK、BANDAI、東映

### 音楽（クローズ）
主題歌「CROSS」
作詞 - 渡部紫緒 / 作曲・編曲 - tatsuo / 唄 - J-CROWN & TaKu

### 映像ソフト化（クローズ）
Blu-ray / DVDでリリース。
- ビルド NEW WORLD 仮面ライダークローズ 数量限定【Blu-ray+DVD】劇場先行販売版（2枚組、2019年1月25日に上映劇場限定・数量限定で発売）
  - ディスク1：本編Blu-ray
    - 映像特典
      - MAKING
      - TRAILER
      - DESIGN GALLERY
      - POSTER GALLERY

    - 音声特典（Blu-ray版のみ）
      - オーディオ・コメンタリー（赤楚衛二×武田航平×犬飼貴丈×監督：山口恭平）

  - ディスク2：本編DVD
    - 映像特典
      - MAKING
      - TRAILER
      - DESIGN GALLERY
      - POSTER GALLERY

  - 封入特典
    - ポストカード2枚（ポスタービジュアル2種）
- ビルド NEW WORLD 仮面ライダークローズ 通常版（1枚組、2019年4月24日発売）
  - 映像特典
    - MAKING
    - TRAILER
    - DESIGN GALLERY
    - POSTER GALLERY

  - 音声特典（Blu-ray版のみ）
    - オーディオ・コメンタリー（赤楚衛二×武田航平×犬飼貴丈×監督：山口恭平）
- ビルド NEW WORLD 仮面ライダークローズ マッスルギャラクシーフルボトル版（1枚組、2019年4月24日発売・初回生産限定）
  - セット内容
    - ビルド NEW WORLD 仮面ライダークローズ（通常版と共通）
    - DXマッスルギャラクシーフルボトル
    - ライナーノート
    - 主題歌CD

## 『ビルド NEW WORLD 仮面ライダーグリス』
シリーズ第2弾。2019年9月6日に期間限定上映された後、同年11月27日にソフトがリリースされた。主人公は猿渡一海 / 仮面ライダーグリス。『ビルド』シリーズの最終章と銘打たれており、旧世界やライダーシステムに関する記憶を悪用して世界を支配しようとするテロ集団ダウンフォールと、それを阻止せんとする一海たちの戦いが描かれる。
テレビシリーズ本編第36話オープニングナレーションで猿渡一海が発言したラブストーリーを元にした前日譚の短編『ドルヲタ、推しと付き合うってよ』との2本立てとなっている。
東映プロデューサーの大森敬仁は、既に解散していた『ビルド』のスタッフ・キャストを集めるのに苦労したが、ほとんどのメンバーが集まれたのは主演の武田航平の人徳であると述べている。また、ラストバトルでビルド側の仮面ライダー全員が変身しているのは、脚本を担当した武藤将吾がこれが最後の作品になるという思いからであったと証言している。

### あらすじ（グリス）
ある日、国立先端物質学研究所を過激派として知られる国際的テロ組織・ダウンフォールが襲撃し、ビルドドライバーを奪い去る。仮面ライダーたちは敵の新兵器によって変身不能に陥ってしまうが、猿渡一海だけは変身能力を維持しており、誘拐された美空を救おうとする。

### 登場人物（グリス）
サイモン・マーカス / ファントムクラッシャー
ダウンフォールの一員で国際同盟視察団の審議官を騙ってライダーシステムを視察するため訪日し、国立先端物質学研究所にあるビルドドライバーを拝見するという名目で、ライダーシステムの存在を確認すると浦賀を侵入させてファントムクラッシャーに変身。仮面ライダーローグを圧倒し、変身を強制解除させた。最期は浦賀によって用済みとして射殺された。

浦賀 啓示（） / 仮面ライダーメタルビルド
ダウンフォールの首謀者で、かつてはエボルトの元で、葛城忍の右腕としてラストパンドラパネルホワイトの研究に従事していたが、ゼブラロストスマッシュとなってロストフルボトルの実験中にガーディアンの火炎攻撃によって重傷を負った挙句、焼死して消滅。新世界で旧世界の記憶を取り戻して以降はその経緯から科学の力で社会への復讐を決意する。ライダーシステムを狙い、国立先端物質学研究所を襲撃し、ビルドドライバーを奪う。

### 本作品オリジナルの仮面ライダー（グリス）

#### 仮面ライダーグリス パーフェクトキングダム
猿渡一海がビルドドライバーにグリスフルボトルを装填したグリスパーフェクトキングダムを装填して変身したグリスの最強形態。
変身音声は「ファーマーズフェスティバル！グリスパーフェクト！ガキン！ゴキン！ガコン！ドッキングー！」。
パワーとスピードが強化され、両腕の鋭い剣など、三羽ガラスのスマッシュの能力を活かした攻撃を得意とする。
ツール
グリスパーフェクトキングダム
メタルビルドに対抗するために戦兎が開発したグリス用の強化アイテム。
グリスフルボトル
グリスパーフェクトキングダム用のフルボトル。外観はロボットフルボトルと似ているが、それぞれマテリアルアブゾーバーの色が金、クリアモールドボトルの色が銀を基調としたものとなっている。

必殺技
パーフェクトキングダムフィニッシュ
ドライバーのレバーを回すことで発動する。回転蹴りを叩き込む。

#### 仮面ライダーメタルビルド
浦賀啓示がビルドドライバーにハザードトリガーとメタルタンクタンクフルボトルを装填して変身したハザードフォームをさらに進化させた悪のビルド。
外見はビルドラビットタンクハザードフォームに酷似しているが、右複眼がタンクになっているほか、複眼部も黒く染まっている。その姿から、旧世界においてラビットタンクハザードフォームに倒された青羽には「その色したビルドがこの世で一番嫌いなんだよ」と忌み嫌われた。
変身の際は虚空に泡立つように形成された警戒色のないハザードライドビルダーに挟まれた後、全身を包んだ泡が弾けるように変身が完了する。
変身音声は「アンコントロールスイッチ！ブラックハザード！ヤベーイ！」。
浦賀曰く、オリジナルのハザードフォームをさらに進化させたビルドで、自我や理性を失うことなくハザード以上の戦闘力を発揮できる。
形態
仮面ライダーファントムビルド
メタルビルドがラストパンドラパネルホワイトを吸収し、その場に居合わせたファントムクラッシャー3と強制的に合体した強化形態で、浦賀曰く「俺の最高傑作」。
メタルビルド時には苦戦気味だったグリスブリザードをも圧倒するほどの戦闘力を備える他、ファントムクラッシャー同様、超高速移動も可能となった。

ツール
ビルドドライバー
葛城忍が旧世界の記憶から新世界で新たに作り上げたもの。国立先端物質学研究所に潜入したサイモンを使って浦賀が幻徳から強奪して使用する。
メタルタンクタンクフルボトル
メタルビルド専用の新型のフルボトル。形状はタンクフルボトルと同様だが、カラーリングが黒を基調としたものとなっており、ラベルデザインも黒い背景に「T/T」と描かれたものとなっている。
ハザードトリガー
桐生戦兎が使用していたものをダウンフォールの1人が変身したファントムクラッシャーが戦兎たちの拠点を襲って強奪したもの。
ドリルクラッシャー
ファントムビルドにパワーアップした際に使用。

必殺技
ハザードアタック
ボルテックレバーを回すことで発動。膝蹴りを放ちつつ、その勢いのまま発生させた戦車の履帯のようなエネルギーを両足に纏わせ、敵を轢き潰す。
ハザードフィニッシュ
ハザードトリガーのBLDハザードスイッチをもう一度押してオーバーフローモードを発動した後、ボルテックレバーを回すことで発動。キックのモーションに合わせて戦車の履帯状のエネルギーを放つ。

### 敵キャラクター（グリス）
ファントムクラッシャー
浦賀によってファントムリキッドで生み出された怪人で、ダウンフォールのメンバーがメタルボトルで変身する。本作品では1から5までの個体が登場した。
計器のある顔面とダークグリーンの戦闘機のような特徴を持ち、特殊能力としてライダーシステムを無力化させてしまう機能を左手に搭載し、戦兎たちの変身能力を奪った。
- デザインはPLEXが担当。

ガーディアン（ダウンフォールVer.）
ダウンフォールが所持するガーディアン。顔と胸部のセーフティパネルの色は黄色で、ダウンフォールのマークが刻まれている。

### 用語・アイテム（グリス）
ダウンフォール
過激派としても知られる国際的テロ組織。鋭利な意匠がある剣のような黒い十字架のシンボルマークを持ち、メンバーには身体の一部にマークの刺青を施している。
政府官邸や旧世界でライダーシステムに携わっていた人物を襲撃し、ライダーシステムを手に入れて新世界の覇権掌握を目指そうと画策する。

ファントムリキッド
ネビュラガスを高めたものでより高性能な液体。ネビュラガスの噴出地帯がもう一つの地球と接触した際にガスが圧縮されてより濃い状態で液体に変化したもの。一海と三羽ガラスはファントムリキットの温泉で大量に浴びていたため、元々あったネビュラガスを抜き取られても変身が可能なままであった。

メタルボトル
ファントムリキッドが充填された銀色のフルボトル。

piccolo nascita（）
美空が移動販売車で営業するカフェ。

### キャスト（グリス）
- 猿渡一海 / 仮面ライダーグリス - 武田航平[19]
- 石動美空 - 高田夏帆[22]
- 大山勝（赤羽） / キャッスルスマッシュ - 栄信[22]
- 相河修也（青羽） / スタッグスマッシュ - 芹澤興人[22]
- 三原聖吉（黄羽） / オウルスマッシュ - 吉村卓也[22]
- 内海成彰 / 仮面ライダーマッドローグ - 越智友己[22]
- 葛城巧 - 木山廉彬[22]
- 生方直進 - 髙尾勇次[22]
- 葛城忍 - 小久保丈二[22]
- 氷室泰山 - 山田明郷[22]
- サイモン・マーカス / ファントムクラッシャー - マイケル富岡[22][20]
- 浦賀啓示 / 仮面ライダーメタルビルド - 趙珉和[22][20]
- ジュニー - Arvin Diaz
- トーマス - Hagen
- ベルナルド - Caleb Bryant
- ケビン - Javed Hataminia
- 視察団員 - Tom Constantine
- アナウンサー - 松島志歩
- 滝川紗羽 - 滝裕可里[22]
- 氷室幻徳 / 仮面ライダーローグ - 水上剣星[22]
- 万丈龍我 / 仮面ライダークローズ - 赤楚衛二[22]
- 桐生戦兎 / 仮面ライダービルド - 犬飼貴丈[22]

#### スーツアクター（グリス）
- 仮面ライダーグリス[29][18] - 藤田慧
- 中田裕士
- 永徳
- 渡辺淳
- 伊藤茂騎
- 寺本翔悟
- 榮男樹
- 神前元
- おぐらとしひろ
- 仮面ライダーメタルビルド[出典 15] / 仮面ライダーファントムビルド[9] - 浅井宏輔
- ファントムクラッシャー [29][18] - 今井靖彦
- 渡辺実
- 蜂須賀祐一
- 竹内康博
- 大林勝
- 富永研司
- 高橋光
- 高田将司
- 蔦宗正人
- 縄田雄哉
- 岡田和也
- 塚越靖誠
- 松本城太郎
- 山崎千夏
- 榮桃太郎
- 石黒鉄二
- 齊藤謙也
- 吉田光
- 森博嗣
- 小森拓真

### スタッフ（グリス）
- 原作 - 石ノ森章太郎[19]
- 脚本 - 武藤将吾[19]
- スーパーバイザー - 小野寺章
- エグゼクティブプロデューサー - 加藤和夫（東映ビデオ）
- 音楽 - 川井憲次[34]
- 撮影 - 岩﨑智之
- 照明 - 斗沢秀
- 美術 - 大嶋修一
- 録音 - 三澤武徳
- 編集 - 佐藤連
- スクリプター - 國米美帆
- 助監督 - 作野良輔
- 制作担当 - 伊場野高嗣、喜多智彦
- ラインプロデューサー - 佐々木幸司
- 絵コンテ - 伊藤そうあ
- クリーチャーデザイン - 篠原保
- キャラクターデザイン - 田嶋秀樹（石森プロ）、小林大祐（PLEX）
- タイトルロゴデザイン - 菅誠司
- プロデューサー補 - 大河原脩一（東映ビデオ）
- 製作プロダクション - 東映テレビ・プロダクション
- 委員会スタッフ - 安村基（東映ビデオ）、島谷麟太郎（東映ビデオ）、古谷大輔（ADK EM）、石原仁（ADK EM）、金木勲（バンダイ）
- プロデューサー - 中野剛（東映ビデオ）、大森敬仁（東映）、谷中寿成（東映）
- アクション監督 - 渡辺淳（ジャパンアクションエンタープライズ）[35]
- 製作 - 東映ビデオ、ADK、BANDAI、東映
- 監督 - 中澤祥次郎[19]
- 配給・発売 - 東映ビデオ[34]（ノンクレジット）
- 販売 - 東映[34]（ノンクレジット）

### 音楽（グリス）
主題歌「Perfect Triumph」
作詞 - 渡部紫緒 / 作曲・編曲 - tatsuo / 歌 - 小林正典（WAЯROCK）

### 映像ソフト化（グリス）
Blu-ray / DVDでリリース。
- ビルド NEW WORLD 仮面ライダーグリス 数量限定【Blu-ray+DVD】劇場先行販売版（2枚組、2019年9月6日に上映劇場限定・数量限定で発売）
  - ディスク1：本編Blu-ray
    - 映像特典
      - MAKING
      - 「仮面ライダークローズ」大ヒット御礼舞台挨拶 武田航平ナイト2
      - TRAILER
      - DESIGN GALLERY
      - POSTER GALLERY

    - 音声特典（Blu-ray版のみ）
      - オーディオ・コメンタリー（武田航平×高田夏帆×プロデューサー：大森敬仁×監督：中澤祥次郎）

  - ディスク2：本編DVD
    - 映像特典
      - MAKING
      - 「仮面ライダークローズ」大ヒット御礼舞台挨拶 武田航平ナイト2
      - TRAILER
      - DESIGN GALLERY
      - POSTER GALLERY

  - 封入特典
    - ポストカード
- ビルド NEW WORLD 仮面ライダーグリス 通常版（1枚組、2019年11月27日発売）
  - 映像特典
    - MAKING
    - 「仮面ライダークローズ」大ヒット御礼舞台挨拶 武田航平ナイト2
    - TRAILER
    - DESIGN GALLERY
    - POSTER GALLERY

  - 音声特典（Blu-ray版のみ）
    - オーディオ・コメンタリー（武田航平×高田夏帆×プロデューサー：大森敬仁×監督：中澤祥次郎）
- ビルド NEW WORLD 仮面ライダーグリス グリスパーフェクトキングダム版（1枚組、2019年11月27日発売・初回生産限定）
  - セット内容
    - ビルド NEW WORLD 仮面ライダーグリス（通常版と共通）
    - DXグリスパーフェクトキングダム
    - ライナーノート